# Pattinaggio di figura al XVII Festival olimpico invernale della gioventù europea
Le gare di Pattinaggio di figura al XVII Festival olimpico invernale della gioventù europea si sono svolte dal 12 al 14 febbraio 2025 alla Batumi Ice Arena di Batumi
Sono stati disputate una gara maschile ed una gara femminile, per un totale di due gare

## Comitati olimpici partecipanti
Ogni nazione ha potuto iscrivere un massimo di 2 atleti, un uomo e una donna. In seguito alla sospensione degli atleti di Russia e Bielorussia da tutte le competizioni sportive dovuta all'invasione russa dell'Ucraina del 2022 le loro delegazioni non sono state incluse tra i comitati partecipanti, che sono elencati come segue:
- Armenia (2)
- Austria (2)
- Azerbaigian (1)
- Belgio (2)
- Bosnia ed Erzegovina (1)
- Bulgaria (2)
- Croazia (1)
- Rep. Ceca (2)
- Spagna (2)
- Estonia (2)
- Finlandia (1)
- Francia (2)
- Regno Unito (2)
- Georgia (1)
- Germania (2)
- Rep. Ceca (2)
- Ungheria (1)
- Irlanda (1)
- Islanda (1)
- Israele (1)
- Italia (2)
- Lettonia (2)
- Liechtenstein (1)
- Lituania (1)
- Paesi Bassi (1)
- Norvegia (1)
- Polonia (2)
- Slovenia (2)
- Svizzera (2)
- Slovacchia (2)
- Svezia (1)
- Turchia (2)
- Ucraina (2)

## Podi

### Ragazzi
| Evento             | Oro           | Argento            | Bronzo      |
| Singolo (dettagli) | Yehor Kurtsev | Vladislav Churakov | Gion Schmid |

### Ragazze
| Evento             | Oro             | Argento       | Bronzo               |
| Singolo (dettagli) | Inga Gurgenidze | Elina Goidina | Leandra Tzimpoukakis |

## Medagliere
| Posiz. | Nazione  | Oro | Argento | Bronzo | Totale |
| ------ | -------- | --- | ------- | ------ | ------ |
| 1      | Georgia  | 1   | 0       | 0      | 1      |
| 1      | Ucraina  | 1   | 0       | 0      | 1      |
| 3      | Estonia  | 0   | 2       | 0      | 2      |
| 4      | Svizzera | 0   | 0       | 2      | 2      |
| Totale | Totale   | 2   | 2       | 2      | 6      |